# James Hervey
James Hervey (Hardingstone, 26 de febrero de 1714 - 25 de diciembre de 1758) fue un clérigo anglicano y escritor inglés del Prerromanticismo.

## Biografía
Hervey nació en Hardingstone, tan cerca de Northampton que fue educado en la escuela primaria de esta localidad, y luego en el Lincoln College (Oxford), donde, como miembro de su Holy club / Club sagrado, estuvo expuesto a la doctrina del teólogo John Wesley y los demás metodistas de Oxford. Sin embargo, y pese a adoptar un credo fundamentalmente calvinista, optó por permanecer en la Iglesia Anglicana. 
Habiendo recibido órdenes en 1737, ocupó varios curatos y en 1752 sucedió a su padre en Weston Favell y Collingtree. Nunca fue robusto, pero fue un párroco dedicado y un escritor escrupuloso y muy popular. Su obra más conocida, Meditaciones y contemplaciones, fue muy divulgada e inspiró el arte y la poesía de William Blake. El trabajo de Hervey también contribuyó a la denominada "Escuela del cementerio", una corriente literaria formada por poetas ingleses del Prerromanticismo del siglo XVIII que influyó en la literatura gótica y más tarde en el romanticismo.

## Obras
Su estilo es a menudo grandilocuente, pero muestra un raro aprecio de la belleza natural, y su sencilla piedad le hizo muchos amigos. Su obra más temprana, Meditaciones y contemplaciones, se dice se inspiró en las Reflexiones ocasionales sobre varios temas de Robert Boyle, y en catorce años pasó por otras tantas ediciones.

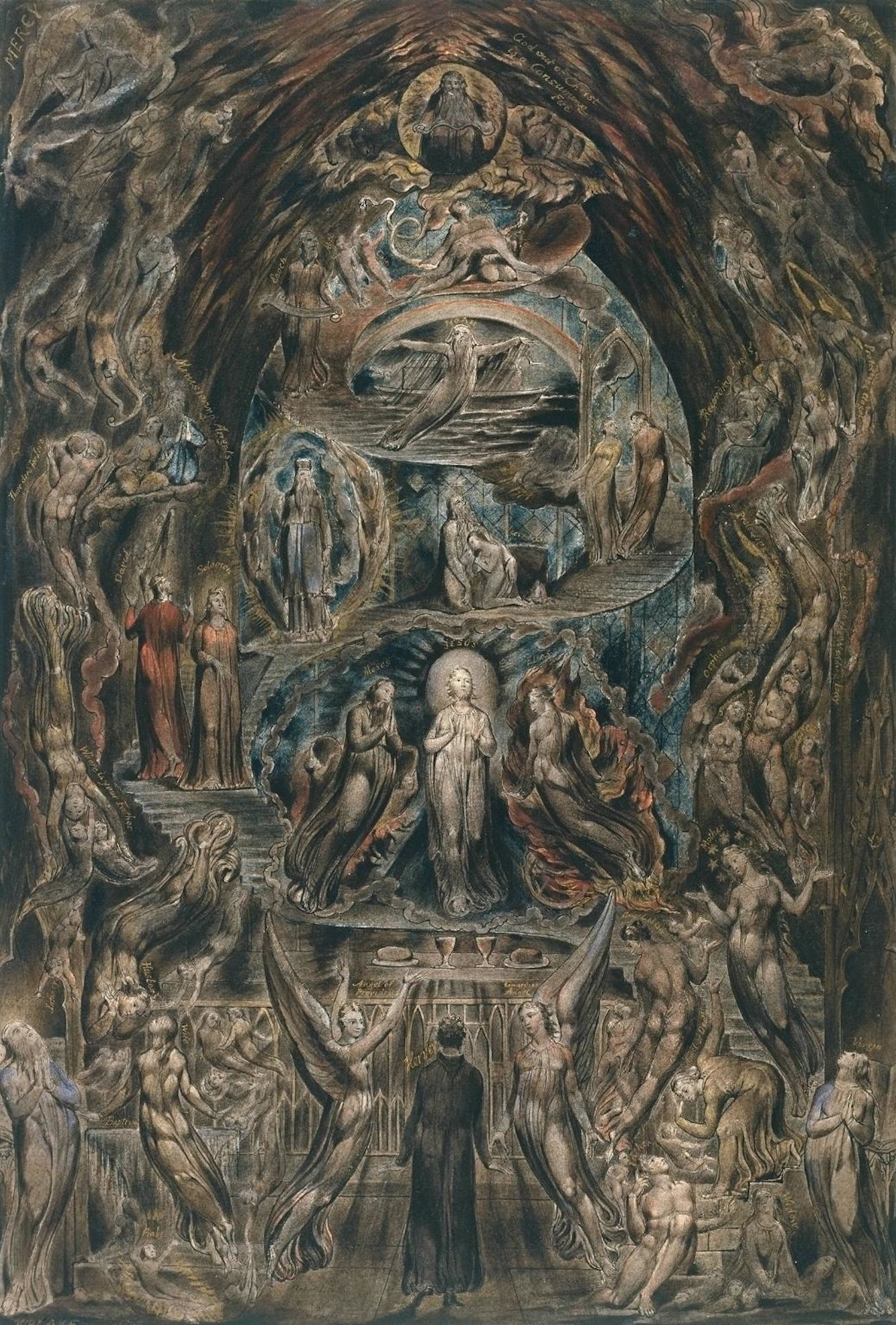
William Blake, Epitome of James Hervey's Meditations among the Tombs, 1820–1825 (Galería Tate de Gran Bretaña)

Theron y Aspasio, o una serie de Cartas sobre los temas más importantes e interesantes, que apareció en 1755 y fue igualmente bien recibida, suscitó empero algunas críticas adversas, incluso de los calvinistas, por haber notado estos tendencias teológicas hacia la herejía del antinomismo, y Wesley protestó con energía por esto en su Preservativo contra las nociones inestables en la religión. Además de llevar a Inglaterra las disputas teológicas a las que la The Marrow of Modern Divinity / La Médula de la Divinidad Moderna (1645 y 1649, republicada en 1719) de Edward Fisher había dado lugar en Escocia (controversia de ''La Médula''), también condujo a lo que se conoce como la controversia Sandemaniana en cuanto a la naturaleza de la fe salvadora.
En 1797 apareció una edición nueva y completa de sus Obras, con un libro de memorias; y antes se había publicado una Colección de las Cartas de James Hervey, a la que se anteponía una biografía de su Vida y muerte, *obra de Thomas Birch (1760).

## Influjo
Hervey tuvo un impacto duradero en el arte a través de William Blake, quien era admirador suyo. Blake pintó Epítome de las Meditaciones entre las tumbas de James Hervey entre 1820 y 1825. También se le menciona en el trabajo de Blake como uno de los guardias sagrados de la 'Puerta de cuatro hojas', y su influencia en el poema de Blake The Tyger / El tigre también ha sido notada.
Aparte de esto, es preciso denotar que el tono sombrío y arrollador de sus seis Meditations among the tombs / Meditaciones entre las tumbas, 1746 (por ejemplo, "el espantoso placer que inspira contemplar los monumentos caídos y las tumbas en descomposición") ha llevado a que se le ubique entre los miembros de la poética "Escuela del cementerio" del siglo XVIII, aun siendo esencialmente prosista. Por ejemplo, es visible una huella importante en la primera novela gótica del Prerromanticismo, El castillo de Otranto (1764), de Horace Walpole, y, en consecuencia, en todo el género de la literatura gótica y en el romanticismo posterior que alimentó el género.

## Ediciones
- Trad. del presbítero mexicano Manuel María de Gorriño y Arduengo (1767-1831), Los Sepulcros de Hervey (1802), reeditada en Barcelona.
- Agustín Juan y Poveda (1770-1754), trad. de James Hervey Las sepulturas, Cartagena, 1823.
- Meditaciones entre los sepulcros. Traducción de Mariano González Campo. Madrid: Miraguano Ediciones, 2016.